# János-passió
A Passio secundum Joannem vagy János-passió, BWV 245, Johann Sebastian Bach egyik passiója, oratóriuma, a legkorábban fennmaradt. Tamás-templombéli szolgálata első évében komponálta. 1724. április 7-én, Nagypénteken mutatták be.
A prédikációs rend szerint egy rövidebb első és egy hosszabb második részre oszlik. A Máté-passióhoz képest talán még forradalmibb megoldásokat tartalmaz.

## Szerkezeti keret
Bach a passió szerkezetét úgy alkotja meg, hogy az egy nagyszabású, nyitókórussal+tutti zenekarral indul, majd pedig az idézett evangélista viszi a recitatívót.
A műben Péter fontos szerepet játszik, az első rész az "Ach, mein Sinn" áriával és egy korállal végződik.
A II. rész az elítélést és a beteljesedést mutatja be. A nyitókorál ezt mintegy előhangként összegzi, az Ach Herr, lass dein' lieb' Engelein zárókorál pedig egy pozitív, feltámadásért való könyörgés.
Bach a művet 1739–1749 közt többször átdolgozta, manapság rendszerint így hangzik el.

## Szövegkezelés
A recitativókban Bach szinte kizárólag Luther János evangéliuma-fordítását használja.
Felhasznált korálszövegek, szerzőkkel:
- „Herzliebster Jesu, was hast du verbrochen”, Johann Heermann (1630)
- „Vater unser im Himmelreich”, Martin Luther (1539)
- „O Welt, sieh hier dein Leben”, Paul Gerhardt (1647)
- „Jesu Leiden, Pein und Tod”, Paul Stockmann (1633)
- „Christus, der uns selig macht”, Michael Weiße (1531)
- „Valet will ich dir geben”, Valerius Herberger (1613)
- „Herzlich lieb hab ich dich, o Herr”, Martin Schalling (1571)

Az „Ach, mein Sinn” áriában Bach Christian Weise: "Der weinende Petrus" című 1675-ös versének egy átdolgozását használja.

## Zenei koncentráltság
A János-passió megalkotása, összeállítása és bemutatása határidőre Bach részéről igen koncentrált munkát igényelt, és – összehasonlítva a több lehetőséget adó Máté-passióval – ez meg is látszik az általában szűk két órában előadott remekművön, a nyitókóruson, a kiáltásokon, a koncentrált evangéliumi részeken és több érzelmileg nagyon koncentrál árián, mint az Ich folge dir gleichfalls mit freudigen Schritten, az Ach, mein Sinn vagy a zárás előtt a Zerfließe, mein Herze, in Fluten der Zähren árián.

## Fordítás
Ez a szócikk részben vagy egészben  a   St John Passion című angol Wikipédia-szócikk fordításán alapul.  Az eredeti cikk szerkesztőit annak laptörténete sorolja fel. Ez a jelzés csupán a megfogalmazás eredetét és a szerzői jogokat jelzi, nem szolgál a cikkben szereplő információk forrásmegjelöléseként.

## További tanulmányok
- Alfred Dürr. Johann Sebastian Bach, St John Passion: Genesis, Transmission, and Meaning. Oxford: Oxford University Press, 2000. ISBN 0-19-816240-5.
- (2017) „Luther, Bach, and the Jews: The Place of Objectionable Texts in the Classroom”. Religions 8, 53. o. DOI:10.3390/rel8040053.
- Markus Rathey. Johann Sebastian Bach's 'St John Passion' from 1725: A Liturgical Interpretation, Colloquium 4 (2007) Colloquium 4 (2007) Archiválva 2013. január 31-i dátummal a Wayback Machine-ben.

## Külső hivatkozások
- St John Passion: performance by the Netherlands Bach Society (video and background information)
- St John Passion (1725 version): performance by the Netherlands Bach Society (video and background information)
- St John Passion, text (in many languages), details, recordings, reviews, discussions – bach-cantatas.com
- Text and translation to English – emmanuelmusic.org